# Référendum constitutionnel kirghize de 2010
Le référendum constitutionnel kirghize de 2010 est un référendum ayant eu lieu le 27 juin 2010 au Kirghizistan. Le référendum vise à réduire les pouvoirs du président du Kirghizistan. Il fait suite au départ de Kourmanbek Bakiev, à la Révolution kirghize de 2010 et précède les élections législatives kirghizes de 2010. Il a été approuvé à 91,98 % pour une participation annoncée de 72,25 %.